# Bivacco Adolfo Hess
Das Bivacco Adolfo Hess, auch Bivacco dell’Estellette, Bivouac d’Estellette ist eine Biwakschachtel der Sektion Club Alpino Accademico Italiano des Club Alpino Italiano auf 2958 m s.l.m. Höhe wenige Meter unterhalb des Col d’Estellette (auch: Col des Échelettes) im Val Veny auf dem Gemeindegebiet von Courmayeur.

## Geschichte
Das Biwak d’Estellette wurde 1925 errichtet und wird seit 1951 nach dem in jenem Jahr verstorbenen Alpinisten Adolfo Hess (Adolfo Heß) benannt.

## Beschreibung
Das Biwak liegt wenig unterhalb des Col d’Estellette, nach dem es auch heute noch häufig als Bivacco dell’Estellette bezeichnet wird. Die schlichte, niedrige Blech- und Holzkonstruktion bietet vier Schlafplätze und verfügt über keine weitere Ausstattung. Fließendes Wasser ist nicht vorhanden.

## Zugang
Der übliche Zugang erfolgt vom Rifugio Elisabetta Soldini Montanaro in ungefähr drei Stunden.

## Aufstiege
- Aiguille d’Estellette (Aiguille des Échelettes) – 2983 m
- Aiguille des Glaciers – 3817 m
- Aiguille de la Lex Blanche – 3686 m
- Col de la Scie
- Aiguilles de Trélatête – 3911 m